# Partito Esterno
Il Partito Esterno (Outer Party in lingua inglese) è una suddivisione interna al partito immaginario del Socing, inventato da George Orwell nel suo romanzo distopico 1984 (1949).

La struttura piramidale della società oceaniana in 1984.

Il Partito Esterno rappresenta la parte più bassa del partito: i suoi membri sono privi di compiti particolarmente gravosi nella burocrazia e nella politica. Inoltre, gli aderenti al Partito Esterno devono indossare sempre una tuta blu da operaio, che si ricollega alle radici socialiste del Socing. I due protagonisti del romanzo, Winston Smith e Julia, fanno parte del Partito Esterno: in tutto, solo il 13% della popolazione dello stato immaginario di Oceania fa parte del Partito Esterno, contro il 2% dei membri del Partito Interno e il circa 85% di prolet.
Ai membri del Partito Esterno è consentito nutrirsi solo con cibi poveri e surrogati, a differenza di quanto accade per i gerarchi del Partito Interno: così i loro prodotti di uso comune sono il Gin Vittoria, surrogato del gin tradizionale (un probabile riferimento al quotidiano consumo di Vodka in Unione Sovietica), le Sigarette Vittoria, prodotte con pessimo tabacco che tende a sgretolarsi e uscire dall'involucro, la saccarina al posto dello zucchero. Sono pressoché sconosciuti inoltre il tè e il caffè.